# 251325 Leopoldjosefine
251325 Leopoldjosefine este un asteroid din centura principală de asteroizi.

## Descriere
251325 Leopoldjosefine este un asteroid din centura principală de asteroizi. A fost descoperit pe 9 februarie 2007 la Gaisberg de Richard Gierlinger. Asteroidul prezintă o orbită caracterizată de o semiaxă mare de 3,06 ua, o excentricitate de 0,13 și o înclinație de 17,6° în raport cu ecliptica.